# UB-83
Pour les articles homonymes, voir UB83.

Logo du UB-83

UB-83 est un club de football groenlandais basé à Upernavik et fondé en 1983.

## Palmarès
- Championnat :
  - Néant
- Championnat féminin :
  - 1990
  - second : 1995